# Херсонский (Воронежская область)
Херсо́нский — хутор в Россошанском районе Воронежской области.
Входит в состав Новопостояловского сельского поселения.

## Население
| 2010 |
| ---- |
| 115  |

## Улицы
На хуторе имеются две улицы — Зелёная и Трудовая.